# Johnny Marr
Johnny Marr, artiestennaam van John Martin Maher (Manchester, 31 oktober 1963) is een Britse zanger, gitarist en producer, voornamelijk bekend als de gitarist/toetsenist/muziekschrijver van The Smiths.

## Biografie
The Smiths bestond van 1982 tot 1987, maakte vier studio-lp's, had in eigen land 16 Top 40-hits en werd daar gezien als de beste Britse band sinds The Beatles. Buiten eigen land werden ze echter nauwelijks bekend, deels doordat ze bij een kleine platenmaatschappij hadden getekend, die ze onvoldoende kon promoten, maar voornamelijk vanwege de eigenwijze opstelling van zanger Morrissey. In 1987 vond Marr het genoeg en verliet The Smiths, kort voor het verschijnen van hun vierde lp, Strangeways, here we come. Niet lang daarna werd de band ook opgeheven.
Marr besluit vooralsnog niet een eigen band op te richten, maar bevriende artiesten te helpen als sessiegitarist. Zo speelt hij mee op lp's van Bryan Ferry (die een Top 40-hit scoort, ook in Nederland, met The right stuff, een bewerking van de Smiths-instrumental Money changes everything), Kirsty MacColl, The Pretenders, Talking Heads en Pet Shop Boys.
In 1989 treedt hij echter toe tot twee bands: The The en Electronic. De eerste band is een "schuilnaam" voor de muzikale activiteiten van Matt Johnson, die Marr al lange tijd kent. Johnson besloot The The tot een echte band om te vormen en nodigde Marr uit om gitarist te worden. Deze bezetting neemt twee lp's op, Mind bomb (1989), gevolgd door een wereldtoer, en Dusk (1992). Daarna gaat Johnson weer alleen als The The verder. De andere band, Electronic, is een duo dat Marr met New Order-zanger Bernard Sumner vormt, af en toe bijgestaan door derden (zoals Neil Tennant van Pet Shop Boys en Karl Bartos, ex-Kraftwerk). Met deze band, die alleen actief is wanneer New Order pauzeert, scoort Marr een handvol Britse hits (waaronder Getting away with it en Get the message) en brengt hij drie lp's uit. In 1999 wordt ook dit project echter beëindigd.
In de tussentijd bouwt Marr ook zijn productieactiviteiten uit, en produceert lp's voor bevriende acts als Billy Bragg en Marion. In 2002 speelt hij op het album Heathen chemistry van de Britse band Oasis.
Marr besluit in 2003 een eigen band te vormen en nodigt drummer Zak Starkey (zoon van Ringo) en bassist Alonzo Bevan (ex-Kula Shaker) uit. Hierbij neemt hij zelf de zang op zich. In datzelfde jaar verscheen hun lp Boomslang met de single Bangin' On.
In mei 2006 vervoegt Marr zich bij Modest Mouse. Samen met Isaac Brock schrijft hij enkele van de nummers voor de cd We were dead before the ship even sank.
In 2007 ontving Marr een Lifetime Achievement Award bij de Q Awards in Londen. Hij kreeg deze prijs als waardering voor zijn algehele oeuvre.
In 2008 werkt Marr mee op het album The Empyrean van John Frusciante. Marr speelt leadgitaar in de nummers "Central" en "Enough Of Me". Marr heeft ook mee gespeeld op Heaven maar dit is uiteindelijk niet in het nummer gebruikt.
Marr vervoegt zich in 2008 bij The Cribs en blijft tot 2011 bij deze band. 
Marrs eerste soloalbum, The messenger, verschijnt in 2013.  Zijn tweede soloalbum, met de titel Playland komt uit op 6 oktober  2014. In datzelfde jaar begint zijn wereldtournee.
In 2015 werkt Marr ook nog mee op het album Chasing yesterday van Noel Gallagher's High Flying Birds. Marr speelt mee op het nummer 'Ballad of the mighty I'.

### Privéleven
Marr en zijn vrouw Angie zijn sinds 1979 samen, voordat The Smiths werden opgericht. Ze hebben twee kinderen, Sonny en Nile Marr die ook muzikant is. Marr stopte rond 1985 met het eten van vlees uit solidariteit met Morrissey en Angie. Hij verklaarde: "Het is geen goed idee om een nummer één-album in het Verenigd Koninkrijk te hebben met de titel Meat is murder en gezien te worden terwijl je een sandwich met bacon eet."

## Discografie
Met The Smiths
- The Smiths (1984)
- Hatful of hollow (verzamel, 1984)
- Meat is murder (1985)
- The queen is dead (1986)
- The world won't listen (verzamel, 1987)
- Louder than bombs (verzamel, 1987)
- Strangeways, here we come (1987)
- Rank (live, 1988)
- Best...I (verzamel, 1992)
- ...Best II (verzamel, 1992)
- Singles (verzamel, 1995)
- The very best of The Smiths (verzamel, 2003)

Met The The
- Mind bomb (1989)
- Dusk (1992)

Met Electronic
- Electronic (1991)
- Raise the pressure (1996)
- Twisted tenderness (1999)

Johnny Marr and The Healers
- Boomslang (2003)

Met Modest Mouse
- We were dead before the ship even sank (2007)

Johnny Marr
- The messenger (2013)
- Playland (2014)
- Adrenalin baby: Johnny Marr live (2015)
- Call the Comet (2018)
- Fever Dreams Pts 1-4 (2022)